# فلسفه اجتماعی
فلسفه اجتماعی (به انگلیسی: Social philosophy) به جای رفتار اجتماعی، پرسش‌هایی درباره مبانی نهادهای اجتماعی، رفتار اجتماعی و تفاسیر جامعه از ارزش‌های اخلاقی را بررسی می‌کند. فیلسوفان اجتماعی بر درک زمینه‌های اجتماعی برای پرسش‌های سیاسی، حقوقی، اخلاقی و فرهنگی و توسعه چارچوب‌های نظری جدید، از هستی‌شناسی اجتماعی گرفته تا اخلاق مراقبت تا نظریه‌های جهان‌وطنی دموکراسی، حقوق طبیعی، حقوق بشر، برابری جنسیتی و عدالت جهانی تاکید دارند.

## رشته‌های فرعی
همپوشانی قابل توجهی بین سؤالات مطرح شده توسط فلسفه اجتماعی و اخلاق یا نظریه ارزش دارد. سایر اشکال فلسفه اجتماعی شامل فلسفه سیاسی و فقه است که عمدتاً به جوامع دولتی و حکومتی و عملکرد آن‌ها مربوط می‌شود.
فلسفه اجتماعی، اخلاق و فلسفه سیاسی همگی با سایر رشته‌های علوم اجتماعی پیوندهای نزدیکی دارند. خود علوم اجتماعی ـ‌به نوبه خودـ مورد توجه فلسفه علوم اجتماعی هستند.
فلسفه زبان و معرفت‌شناسی اجتماعی زیرشاخه‌هایی هستند که به جهات مهمی با فلسفه اجتماعی همپوشانی دارند.

## مسائل مرتبط
برخی از موضوعاتی که در فلسفه اجتماعی به آنها پرداخته می‌شود عبارتند از:
- عاملیت اخلاقی و اراده آزاد
- اراده قدرت
- مسئوليت
- کنش گفتاری
- اخلاق موقعیتی
- مدرنیسم و پست مدرنیسم
- فردگرایی
- جمعیت
- حق
- قدرت
- ایدئولوژی‌ها
- منتقد فرهنگی

## فیلسوفان اجتماعی
فهرستی از فیلسوفانی که به فلسفه اجتماعی توجه داشته‌اند:
- ابونصر فارابی
- تئودور آدورنو
- جورجو آگامبن
- هانا آرنت
- آلن بدیو
- میخائیل باکونین
- جین بادریلارد
- والتر بنجامین
- جرمی بنتهام
- جودیت باتلر
- توماس کارلیال
- چاناکیا
- رابی مانیس فریدمن
- کارلوس کاستوریادیس
- نوام چامسکی
- کنفوسیوس
- سیمون دو بووار
- گای دبورد
- وینچنزو دی نیکولا
- امیل دورکیم
- تری ایگلتون
- فریدریش نیچه
- جولیوس اوولا
- مایکل فوکالت
- زیگموند فروید
- اریک فروم
- جووانی جنتیله
- هنری جرج
- اروینگ گافمن
- یورگن هابرماس
- گئورگ ویلهلم فریدریش هگل
- مارتین هایدگر
- توماس هابز
- ماکس هورکهایمر
- ایوان ایلیچ
- کارل گوستاو یونگ
- ابن خلدون
- پتر کروپوتکین
- ژاک لاکان
- آر. دی. لینگ
- هنری لفبر
- امانوئل لویناس
- جان لاک
- گئورگ لوکاچ
- هربرت مارکوزه
- اورت دین مارتین
- کارل مارکس
- مارشال مک‌لوهان
- جان استوارت میل
- هوی پی. نیوتون
- آنتون پانه‌کک
- پلاتو
- فرد پوشه
- کارل ریموند پوپر
- پیر-ژوزف پرودون
- جان رالز
- ژان-ژاک روسو
- شیلا روبوتهام
- جان راسکین
- برتراند راسل
- ژان-پل سارتر
- آلفرد شمیت
- آرتور شوپنهاور
- سقراط
- پیتیریم سوروکین
- هربرت اسپنسر
- چارلز تیلور
- آدولفو سانچز واسکوئز
- ماکس وبر
- جان زرزن
- اسلاوی ژیژک